# Recordando a Chile (una chilena en París)
Recordando a Chile, también conocido como Una chilena en París es el noveno álbum de estudio oficial de la folclorista y cantautora chilena Violeta Parra, grabado entre 1964 y 1965, en Santiago de Chile y París, y publicado inicialmente en 1965, a través del sello EMI Odeon. El disco cuenta con la colaboración de sus dos hijos, Isabel y Ángel Parra, así como la de sus hermanos mayores Hilda y Nicanor. Este último, connotado poeta, recita para este álbum uno de sus poemas hasta entonces inédito.
La temática del disco es muy variada, y señala una evolución musical importante desde sus entregas anteriores. Aumenta la variedad de instrumentos utilizados, pudiéndose escuchar percusiones y flautas en «Mañana me voy pa'l norte», trutrucas en «Qué he sacado con quererte» e instrumentos típicos del vals, como el acordeón en «Una chilena en París».

## Grabación y diseño
Los temas «Defensa de Violeta Parra», «El diablo en el paraíso», «Paloma ausente», «Y arriba quemando el sol» y «Qué dirá el Santo Padre» fueron grabados en Santiago de Chile el 14 de agosto y 21 de octubre de 1964, mientras que los temas restantes en París al año siguiente, poco antes de su lanzamiento en 1965 por la discográfica chilena EMI Odeón.
La carátula original muestra las arpilleras «Le clown» (1960) y «Contre la guerre» (1963), obras de Violeta Parra en su trabajo como artista bordadora. Se indica en letras pequeñas «Tapices bordados a color, expuestos por Violeta Parra en el Museo de Artes Decorativas, Palacio del Louvre, París». Además se señala entre paréntesis «Una chilena en París», que era el nombre considerado inicialmente para el álbum en 1964.
El disco no ha sido reeditado en disco compacto, manteniéndose su formato como disco de vinilo. Sin embargo, la totalidad de sus temas pueden encontrarse en recopilaciones posteriores, especialmente El folklore y la pasión y La jardinera y su canto, pertenecientes al sello EMI.

## Lista de canciones
El disco contiene nueve canciones compuestas en su totalidad por Violeta, dos cuecas procedentes del folclore chileno («A la una» y «Pedro Urdemales») además del poema «Defensa de Violeta Parra», escrito y recitado por su hermano mayor, el famoso antipoeta Nicanor Parra, acompañado por Violeta en la guitarra. En algunas ediciones este tema abre el disco, en tanto que en otras, lo finaliza. El texto de este poema se publicó más tarde en Obra gruesa (1969). El vals «Una chilena en París» («Une chilienne à Paris») y «Escúchame, pequeño» («Écoute moi, petit») son cantados por la cantautora en francés. La primera edición del disco contenía una errata importante: en lugar de decir «El diablo en el paraíso», decía «Al diablo con el paraíso».
| Lado A |                                   |          |  |
| N.º    | Título                            | Duración |  |
| 1.     | «Defensa de Violeta Parra» (*)    | 5:35     |  |
| 2.     | «Mañana me voy pa'l norte»        | 2:24     |  |
| 3.     | «Qué he sacado con quererte»      | 3:43     |  |
| 4.     | «El diablo en el paraíso»         | 3:07     |  |
| 5.     | «A la una» (o «A la una nací yo») | 3:24     |  |
| 18:13  |                                   |          |  |

| Lado B |                                                  |          |  |
| N.º    | Título                                           | Duración |  |
| 6.     | «Una chilena en París» («Une chilienne à Paris») | 2:44     |  |
| 7.     | «Paloma ausente»                                 | 3:14     |  |
| 8.     | «Y arriba quemando el sol»                       | 3:16     |  |
| 9.     | «Qué dirá el Santo Padre» (o «Julián Grimau»)    | 2:56     |  |
| 10.    | «Pedro Urdemales»                                | 1:44     |  |
| 11.    | «Escúchame, pequeño» («Écoute moi, petit»)       | 2:13     |  |
| 16:07  |                                                  |          |  |

(*): en otras versiones este tema se desplaza al final.

## Créditos
Intérpretes
- Violeta Parra: voz, guitarra, cuatro venezolano en 3 y 4.
- Isabel Parra: percusión, segunda voz en 4, coro en 2 y 6
- Ángel Parra: guitarra, coro en 2 y 6, quena en 2 y 8.
- Nicanor Parra: voz en 1.
- Hilda Parra: coro en 6.
- Rafael Berríos «Rabanito»: acordeón en 6.
- Músicos de estudio no identificados de Odeón en 6.
- Miembros de la orquesta de Chico Reyes en 3.

## Versiones
Los temas de este disco han sido ampliamente abordados por otros artistas. Illapu grabó una versión de «Paloma ausente»; Mercedes Sosa y Pedro Aznar han interpretado «Qué he sacado con quererte»; Los Jaivas grabaron «Mañana me voy pa'l norte» y «Arriba quemando el sol» para su disco Obras de Violeta Parra. Este último tema también fue grabado por Inti-Illimani y por los Pettinellis en el tributo Después de vivir un siglo.